# Micro-région de Csepreg
La micro-région de Csepreg (en hongrois : csepregi kistérség) est une micro-région statistique hongroise rassemblant plusieurs localités autour de Csepreg.